# Dutch Design

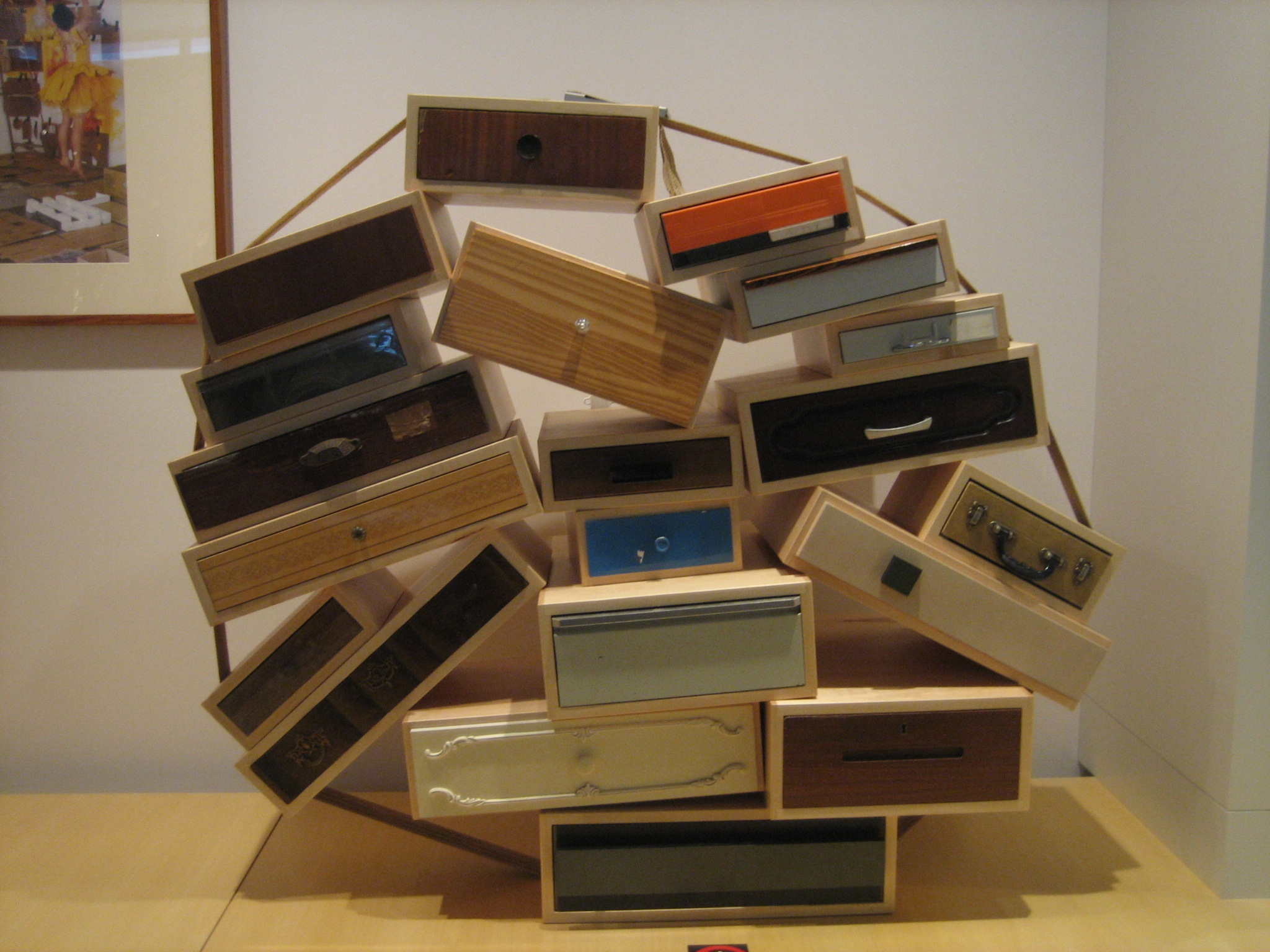
Tejo Remy: Chest of Drawers (1991)

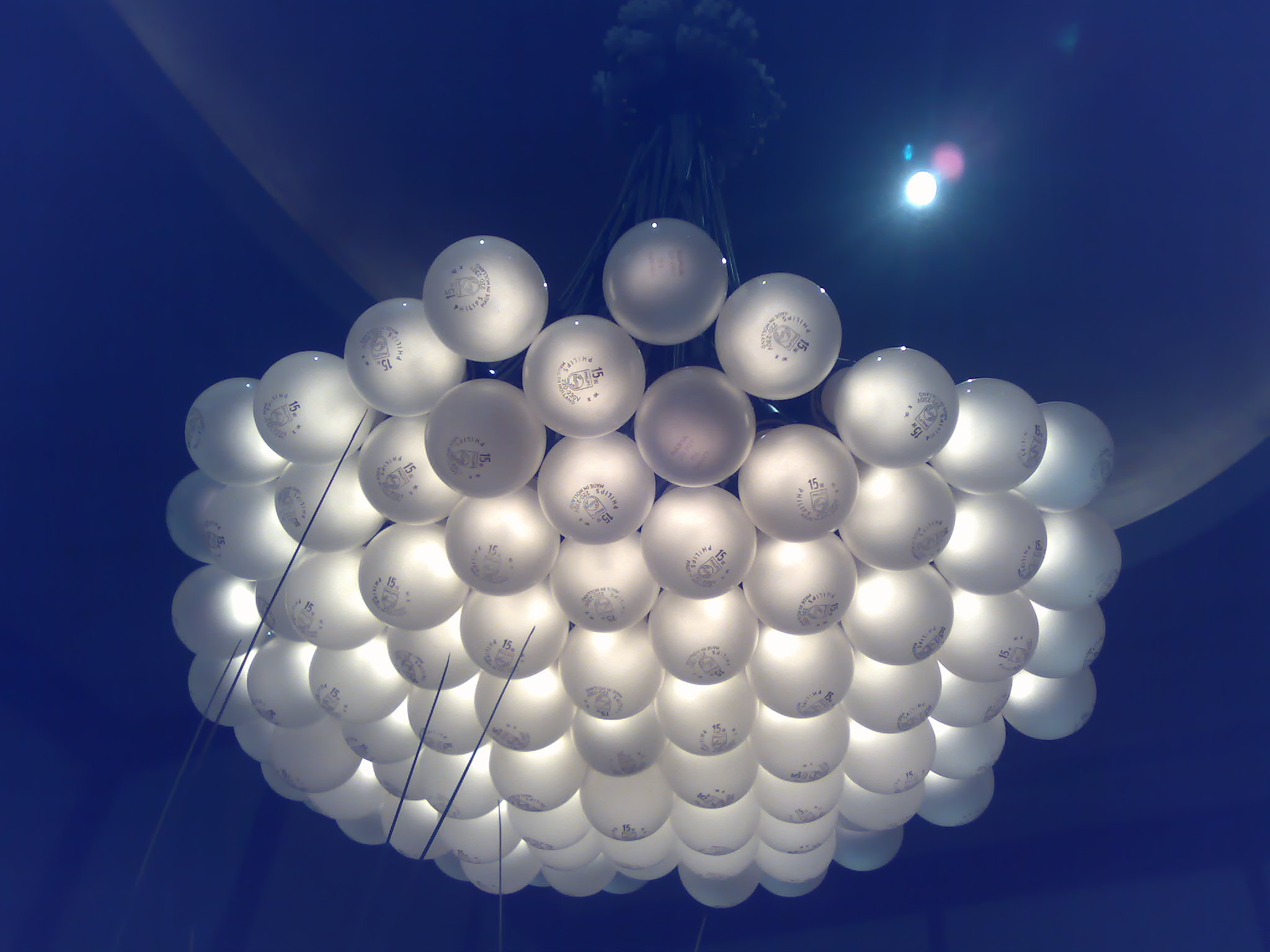
Rodi Graumans: 85 Bulbs (1993)

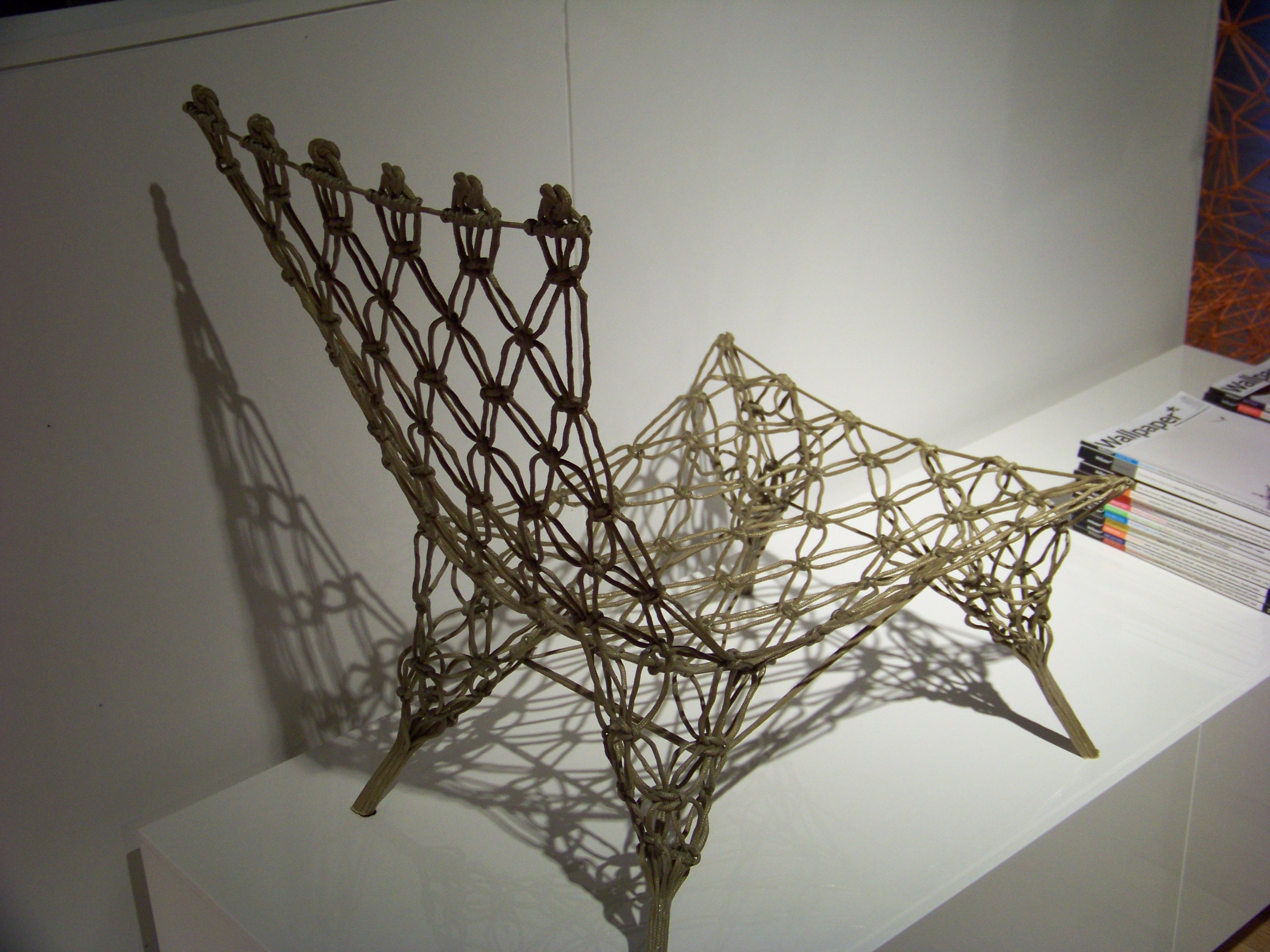
Marcel Wanders: Knotted Chair (1995)

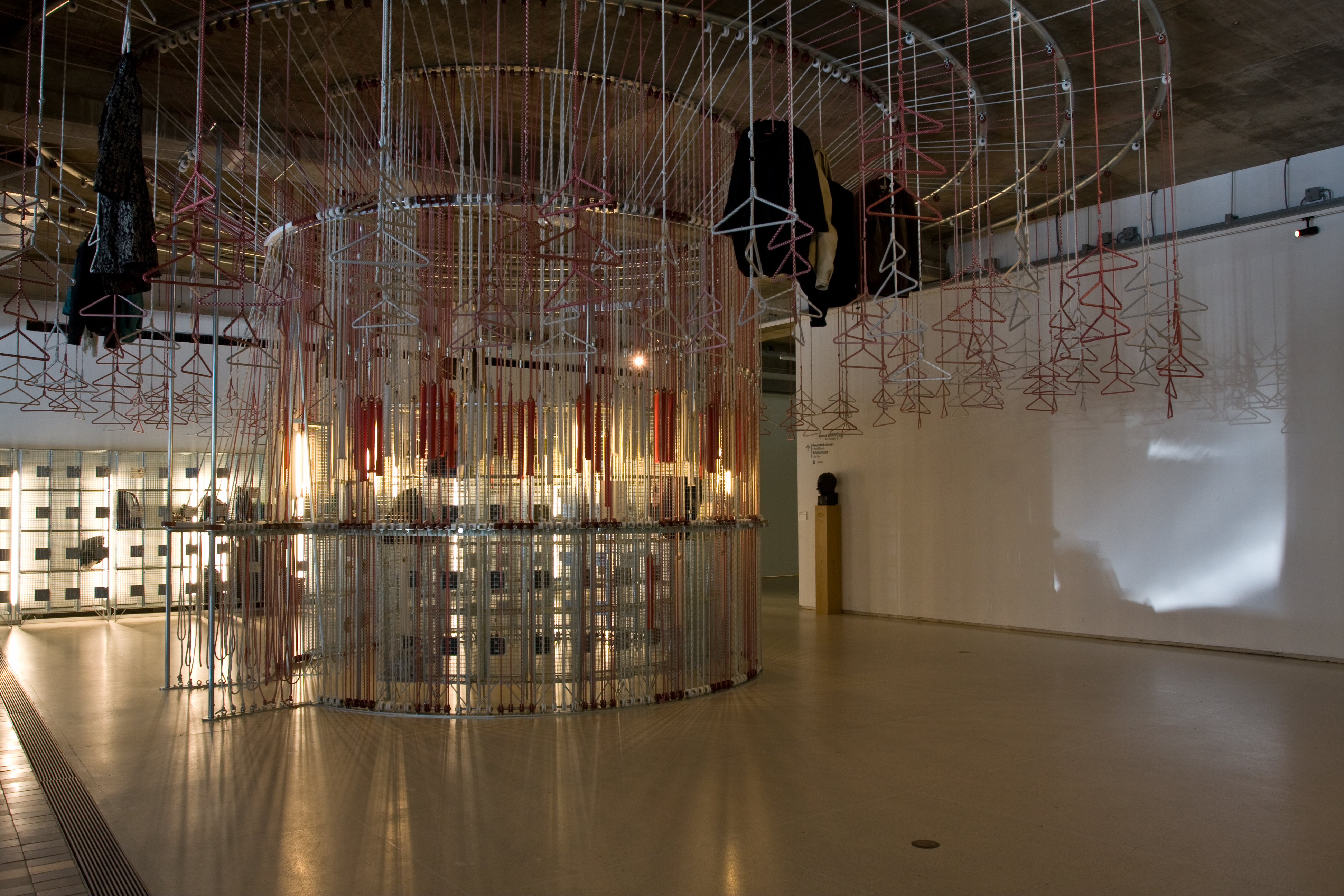
Wieki Somers: Merry-go-round Coat Rack (2009)

Dutch Design (letterlijk "Nederlands ontwerp") is een Engelstalige term voor industriële vormgeving (design) en vormgevers in Nederland. Meer specifiek refereert Dutch Design aan de ontwerpesthetiek die eigen is aan Nederlandse ontwerpers: minimalistisch, experimenteel, innovatief, onconventioneel en met een gevoel voor humor.

## Geschiedenis
Tot de jaren 1980 was Nederland voornamelijk bekend voor grafische vormgeving. Hedendaags Nederlands design kwam echt tot bloei in de jaren 1980 met ontwerpers als Benno Premsela. Eind tachtiger jaren begon de term Dutch Design in zwang te raken. De term werd nauw geassocieerd met een groep Nederlandse vormgevers die vooral vanaf de jaren 1990 internationale erkenning hebben gekregen. Dit zijn onder meer Maarten Baas, Jurgen Bey, Richard Hutten, Hella Jongerius, Wieki Somers, Hester van Eeghen en Marcel Wanders. Ook internationaal gerenommeerde designbureaus en collectieven als Droog en Moooi hebben bijgedragen aan de groeiende prominentie van Dutch Design op de Salone del Mobile in Milaan en andere belangrijke designevenementen. Meer algemeen genomen zou de term Dutch Design ook modeontwerpers als Viktor & Rolf en architecten als Rem Koolhaas en Francine Houben kunnen omvatten.

## Opleidingen
De opkomst van Dutch Design werd mogelijk gemaakt door de toegankelijkheid tot designopleidingen van hoge kwaliteit. De Design Academy in Eindhoven heeft een reeks bekende ontwerpers geproduceerd en staat internationaal hoog aangeschreven en is "zonder kwestie de beste designacademie ter wereld" genoemd. Een andere hoog aangeschreven Nederlandse designopleiding wordt gegeven aan de Gerrit Rietveld Academie in Amsterdam.

## Steun van de overheid en het bedrijfsleven
Een tweede factor voor het succes van Dutch Design is de overheidssteun voor jonge ontwerpers. Financiële steun van het in 1988 opgerichte Fonds BKVB heeft het mogelijk gemaakt voor designstudenten om zich direct te vestigen als onafhankelijke ondernemer na het afronden van hun studie.
Ook de steun van het bedrijfsleven heeft een belangrijke rol gespeeld. In Nederland is ontwerp een integraal deel van de productiecyclus geworden. Ontwerpers worden bij de vroegste fases van innovatieprocessen en de productontwikkelcyclus betrokken. De Nederlandse elektronicaproducent Philips bijvoorbeeld heeft wereldwijd zo'n 450 ontwerpers in dienst.

## Prijs
De Dutch Design Awards worden jaarlijks uitgereikt tijdens het Dutch Design Week-evenement in Eindhoven. 

### Jaarlijkse evenementen
- Dutch Design Week (Eindhoven), waaronder de Dutch Design Awards
- Via Milano New Dutch Design (Amsterdam, voormalig)

### Eenmalige evenementen
- Dutch Design Double (Amsterdam/Utrecht, 2009)
- Dutch Design Expo (Sjanghai, 2008)
- Dutch Design Days (België, 2008)
- Orange Alert (New York, 2005)

### Websites
- Dutch Design Fashion and Architecture (gearchiveerd)
- Design.nl (gearchiveerd)
- Dutch Design Awards
- Rotterdam designprijs (tot en met 2013, gearchiveerd)
- De Beroepsorganisatie Nederlandse Ontwerpers (BNO)